# 李意恒
李意恆（英語：Eva Lee，1986年8月7日—），美國華裔女子羽毛球運動員。畢業於加州大学洛杉矶分校。

## 簡歷
2007年，李意恆代表美國參加泛美運動會羽毛球比賽，個人獨取女單、女雙（夥拍Mesinee Mangkalakiri）和混雙（夥拍白国豪）三面金牌。
2013年8月，李意恆參加中國廣州舉行的世界羽毛球錦標賽，與宝拉·琳·奥巴娜娜出戰女子雙打項目，首圈以2-1擊敗烏克蘭組合晉級，但在第二圈就以0比2（9-21、15-21）不敵4號種子、丹麥的卡米拉·吕特·尤尔/克里斯汀娜·彼德森出局。
2015年8月，李意恆參加印尼雅加達舉行的世界羽毛球錦標賽，與舒之顥合作出戰混合雙打項目，首圈就以0比2（19-21、18-21）不敵馬來西亞的陳炳順/吳柳螢出局。

## 主要比賽成績
只列出曾進入準決賽的國際賽事成績：
| 年份   | 賽事                       | 公開賽級別 | 項目     | 拍檔                        | 成績   |
| ------ | -------------------------- | ---------- | -------- | --------------------------- | ------ |
| 2007年 | 泛美洲羽毛球錦標賽         | 其他       | 女子雙打 | Mesinee Mangkalakiri        | 亞軍   |
| 2007年 | 泛美洲羽毛球錦標賽         | 其他       | 混合雙打 | 白國豪                      | 冠軍   |
| 2007年 | 泛美運動會羽毛球比賽       | 其他       | 女子單打 | －                          | 冠軍   |
| 2007年 | 泛美運動會羽毛球比賽       | 其他       | 女子雙打 | Mesinee Mangkalakiri        | 冠軍   |
| 2007年 | 泛美運動會羽毛球比賽       | 其他       | 混合雙打 | 白國豪                      | 冠軍   |
| 2007年 | 美國羽毛球大獎賽           | 大獎賽     | 混合雙打 | 白國豪                      | 亞軍   |
| 2008年 | 羅馬尼亞羽毛球國際賽       | 國際系列賽 | 女子雙打 | Mesinee Mangkalakiri        | 亞軍   |
| 2008年 | 美國羽毛球大獎賽           | 大獎賽     | 女子單打 | －                          | 準決賽 |
| 2008年 | 美國羽毛球大獎賽           | 大獎賽     | 女子雙打 | Mesinee Mangkalakiri        | 準決賽 |
| 2008年 | 美國羽毛球大獎賽           | 大獎賽     | 混合雙打 | 白国豪                      | 準決賽 |
| 2009年 | 美國羽毛球大獎賽           | 大獎賽     | 混合雙打 | 白国豪                      | 冠軍   |
| 2010年 | 巴西羽毛球國際賽           | 國際挑戰賽 | 女子雙打 | 宝拉·琳·奥巴娜娜            | 冠軍   |
| 2010年 | 巴西羽毛球國際賽           | 國際挑戰賽 | 混合雙打 | 哈林·哈里恩多               | 冠軍   |
| 2011年 | 秘魯羽毛球國際賽           | 國際挑戰賽 | 混合雙打 | 哈林·哈里恩多               | 準決賽 |
| 2011年 | 巴西羽毛球國際賽           | 國際挑戰賽 | 女子雙打 | 宝拉·琳·奥巴娜娜            | 冠軍   |
| 2011年 | 巴西羽毛球國際賽           | 國際挑戰賽 | 混合雙打 | 哈林·哈里恩多               | 冠軍   |
| 2011年 | 泛美運動會羽毛球比賽       | 其他       | 女子雙打 | 宝拉·琳·奥巴娜娜            | 銅牌   |
| 2011年 | 泛美運動會羽毛球比賽       | 其他       | 混合雙打 | 哈林·哈里恩多               | 銀牌   |
| 2011年 | 挪威羽毛球國際賽           | 國際挑戰賽 | 女子雙打 | 宝拉·琳·奥巴娜娜            | 冠軍   |
| 2011年 | 蘇格蘭羽毛球國際賽         | 國際挑戰賽 | 女子雙打 | 宝拉·琳·奥巴娜娜            | 準決賽 |
| 2011年 | 加拿大羽毛球國際挑戰賽     | 國際挑戰賽 | 女子雙打 | 宝拉·琳·奥巴娜娜            | 準決賽 |
| 2012年 | 瑞典斯德哥爾摩羽毛球國際賽 | 國際挑戰賽 | 女子雙打 | 宝拉·琳·奥巴娜娜            | 亞軍   |
| 2012年 | 奧地利羽毛球國際挑戰賽     | 國際挑戰賽 | 女子雙打 | 宝拉·琳·奥巴娜娜            | 亞軍   |
| 2012年 | 波蘭羽毛球國際賽           | 國際挑戰賽 | 女子雙打 | 宝拉·琳·奥巴娜娜            | 亞軍   |
| 2012年 | 芬蘭羽毛球公開賽           | 國際挑戰賽 | 女子雙打 | 宝拉·琳·奥巴娜娜            | 準決賽 |
| 2012年 | 秘魯羽毛球國際賽           | 國際挑戰賽 | 混合雙打 | 吴俊明                      | 準決賽 |
| 2012年 | 大溪地羽毛球國際挑戰賽     | 國際挑戰賽 | 女子雙打 | 宝拉·琳·奥巴娜娜            | 冠軍   |
| 2012年 | 美國羽毛球黃金大獎賽       | 黃金大獎賽 | 混合雙打 | 白国豪                      | 準決賽 |
| 2013年 | 加拿大羽毛球國際挑戰賽     | 國際挑戰賽 | 女子雙打 | 宝拉·琳·奥巴娜娜            | 冠軍   |
| 2013年 | 加拿大羽毛球大獎賽         | 大獎賽     | 混合雙打 | 洪育雄                      | 準決賽 |
| 2013年 | 保加利亞羽毛球國際賽       | 國際挑戰賽 | 女子雙打 | 宝拉·琳·奥巴娜娜            | 亞軍   |
| 2013年 | 泛美洲羽毛球錦標賽         | 其他       | 混合團體 | －                          | 亞軍   |
| 2013年 | 泛美洲羽毛球錦標賽         | 其他       | 女子雙打 | 宝拉·琳·奥巴娜娜            | 冠軍   |
| 2013年 | 愛爾蘭羽毛球公開賽         | 國際挑戰賽 | 女子雙打 | 宝拉·琳·奥巴娜娜            | 準決賽 |
| 2013年 | 意大利羽毛球國際賽         | 國際挑戰賽 | 混合雙打 | 兹沃尼米尔·杜尔金雅克       | 冠軍   |
| 2014年 | 秘魯羽毛球國際賽           | 國際挑戰賽 | 女子雙打 | 宝拉·琳·奥巴娜娜            | 冠軍   |
| 2014年 | 秘魯羽毛球國際賽           | 國際挑戰賽 | 混合雙打 | Christian Yahya Christianto | 冠軍   |
| 2014年 | 西班牙羽毛球公開賽         | 國際挑戰賽 | 女子雙打 | 宝拉·琳·奥巴娜娜            | 準決賽 |
| 2014年 | 巴西羽毛球大獎賽           | 大獎賽     | 女子雙打 | 宝拉·琳·奥巴娜娜            | 準決賽 |
| 2014年 | 危地馬拉羽毛球國際賽       | 國際挑戰賽 | 女子雙打 | 宝拉·琳·奥巴娜娜            | 冠軍   |
| 2014年 | 危地馬拉羽毛球國際賽       | 國際挑戰賽 | 混合雙打 | 舒之顥                      | 冠軍   |
| 2014年 | 泛美洲羽毛球錦標賽         | 其他       | 混合團體 | －                          | 亞軍   |
| 2014年 | 泛美洲羽毛球錦標賽         | 其他       | 女子雙打 | 宝拉·琳·奥巴娜娜            | 冠軍   |
| 2014年 | 美國羽毛球國際賽           | 國際挑戰賽 | 女子雙打 | 宝拉·琳·奥巴娜娜            | 亞軍   |
| 2014年 | 巴西羽毛球國際賽           | 國際挑戰賽 | 混合雙打 | 舒之顥                      | 準決賽 |
| 2014年 | 美國羽毛球大獎賽           | 大獎賽     | 女子雙打 | 宝拉·琳·奥巴娜娜            | 亞軍   |
| 2014年 | 美國羽毛球大獎賽           | 大獎賽     | 混合雙打 | 舒之顥                      | 亞軍   |
| 2015年 | 奧地利羽毛球公開賽         | 國際挑戰賽 | 混合雙打 | 兹沃尼米尔·杜尔金雅克       | 準決賽 |
| 2015年 | 泛美運動會羽毛球比賽       | 其他       | 女子雙打 | 宝拉·琳·奥巴娜娜            | 金牌   |
| 2015年 | 危地馬拉羽毛球國際賽       | 國際挑戰賽 | 女子雙打 | 宝拉·琳·奥巴娜娜            | 亞軍   |
| 2015年 | 雪梨羽毛球國際賽           | 國際挑戰賽 | 女子雙打 | 宝拉·琳·奥巴娜娜            | 準決賽 |
| 2015年 | 保加利亞羽毛球國際賽       | 國際挑戰賽 | 女子雙打 | 宝拉·琳·奥巴娜娜            | 亞軍   |
| 2015年 | 智利羽毛球國際挑戰賽       | 國際挑戰賽 | 女子雙打 | 宝拉·琳·奥巴娜娜            | 冠軍   |
| 2015年 | 巴林羽毛球國際挑戰賽       | 國際挑戰賽 | 女子雙打 | 宝拉·琳·奥巴娜娜            | 準決賽 |
| 2015年 | 巴西羽毛球大獎賽           | 大獎賽     | 女子雙打 | 宝拉·琳·奥巴娜娜            | 準決賽 |
| 2016年 | 奧地利羽毛球公開賽         | 國際挑戰賽 | 女子雙打 | 宝拉·琳·奥巴娜娜            | 亞軍   |
| 2016年 | 秘魯羽毛球國際賽           | 國際挑戰賽 | 女子雙打 | 宝拉·琳·奥巴娜娜            | 準決賽 |
| 2016年 | 大溪地羽毛球國際挑戰賽     | 國際挑戰賽 | 女子雙打 | 宝拉·琳·奥巴娜娜            | 亞軍   |
| 2016年 | 美國羽毛球黃金大獎賽       | 黃金大獎賽 | 女子雙打 | 宝拉·琳·奥巴娜娜            | 準決賽 |
| 2016年 | 美國羽毛球國際挑戰賽       | 國際挑戰賽 | 女子雙打 | 宝拉·琳·奥巴娜娜            | 亞軍   |
| 2018年 | 美國羽毛球國際挑戰賽       | 國際挑戰賽 | 女子雙打 | 宝拉·琳·奥巴娜娜            | 準決賽 |

| 2007-2017年 | 首要超級賽 | 超級賽 | 黃金大獎賽 | 大獎賽 | 國際挑戰賽 | 國際系列賽 | 未來系列賽 | 其他 |

| 2018-2026年 | 總決賽 | 超級1000賽 | 超級750賽 | 超級500賽 | 超級300賽 | 超級100賽 | 國際挑戰賽 | 國際系列賽 | 未來系列賽 | 其他 |

### 奧運會和世錦賽參賽紀錄
|          | 搭檔         | 2003 | 2004 | 2005 | 2006 | 2007 | 2008         | 2009 | 2010 | 2011 | 2012 | 2013 | 2014 | 2015 | 2016       | 2017 |
| -------- | ------------ | ---- | ---- | ---- | ---- | ---- | ------------ | ---- | ---- | ---- | ---- | ---- | ---- | ---- | ---------- | ---- |
| 女子單打 | －           | 64強 | －   | 64強 | －   | 32強 | 第一輪(64強) | －   | －   | －   | －   | －   | －   | －   | －         | －   |
|          |              |      |      |      |      |      |              |      |      |      |      |      |      |      |            |      |
| 女子雙打 | Mangkalakiri | －   | －   | 32強 | －   | 32強 | 16強         | －   | －   | －   | －   | －   | －   | －   | －         | －   |
| 女子雙打 | 奥巴娜娜     | －   | －   | －   | －   | －   | －           | －   | －   | 48強 | －   | 32強 | 48強 | 48強 | 小組第四名 | 48強 |
|          |              |      |      |      |      |      |              |      |      |      |      |      |      |      |            |      |
| 混合雙打 | 白国豪       | －   | －   | －   | －   | 32強 | －           | －   | －   | －   | －   | －   | －   | －   | －         | －   |
| 混合雙打 | 舒之顥       | －   | －   | －   | －   | －   | －           | －   | －   | －   | －   | －   | －   | 48強 | －         | －   |